# Ophiotoma megatreta
Ophiotoma megatreta är en ormstjärneart som först beskrevs av Hubert Lyman Clark 1911.  Ophiotoma megatreta ingår i släktet Ophiotoma och familjen knotterormstjärnor. Inga underarter finns listade i Catalogue of Life.